# Avenida del Mediterráneo (Benidorm)
La avenida del Mediterráneo es la arteria principal de la ciudad española de Benidorm. Se extiende por toda la playa de Levante desde la segunda línea de playa. Esta avenida repleta de comercios, que une el centro de la ciudad con el barrio del Rincón de Loix, el más popular para los turistas y visitantes extranjeros que cada año recibe la localidad de la Costa Blanca, esta flanqueada por hoteles y rascacielos. Alberga el Casino de Benidorm.
Paralela a esta avenida se encuentra la calle Gerona, que reúne en ella un gran número de restaurantes, pubs, lugares de copas y ocio frecuentados durante todo el año por turistas principalmente de origen británico.